# Acoustic (EP de Coldplay)
Acoustic és un EP promocional de la banda anglesa Coldplay llançat el 2000. El CD es va regalar amb el diari The Independent el diumenge 29 d'octubre de 2000 al Regne Unit.

## Llista de cançons
| Núm.          | Títol                                                      | Durada |
| ------------- | ---------------------------------------------------------- | ------ |
| 1.            | «Sparks»                                                   | 3:48   |
| 2.            | «Careful Where You Stand»                                  | 4:44   |
| 3.            | «Yellow» (Versió acústica de Jo Whiley's Lunchtime Social) | 4:16   |
| 4.            | «See You Soon»                                             | 2:48   |
| 5.            | «Yellow» (Videoclip)                                       |        |
| Durada total: | Durada total:                                              | 15:38  |